# BYD Company
|  | For elbilproducenten og datterselskabet, se BYD Auto |
BYD Company Limited (eller blot BYD, kinesisk: 比亚迪; pinyin: Bǐyàdí) er et børsnoteret kinesisk multinationalt konglomerat med hovedkontor i Shenzhen i Guangdong-provinsen i Kina. Selskabet er en vertikalt integreret virksomhed, der har flere store datterselskaber, herunder elbilproducenten BYD Auto, der producerer biler, BYD Electronics, der producerer og monterer elektroniske komponenter og FinDreams, et varemærke for flere virksomheder, der producerer bilkomponenter og batterier til elektriske køretøjer.
Virksomheden blev grundlagt af Wang Chuanfu i februar 1995 som en batteriproduktionsvirksomhed. BYDs største datterselskab, BYD Auto, blev grundlagt i 2003 og er vokset til pr. 2024 at være verdens største producent af plug-in elbiler. Siden 2009 har BYDs bildivision stået for over 50 % af BYD Company's omsætning. I 2023 bidrog bildivisionen med over 80 % af virksomhedens samlede omsætning.
BYD producerer også gennem datterselskabet FinDreams Battery genopladelige batterier (til håndholdte enheder, batterier til elbiler og energilagring), gaffeltrucks, solpaneler, halvledere og udstyr til metro-netværk, og var i 2023 verdens næststørste producent af batterier til elektriske køretøjer efter CATL og stod for 15,8 % af den globale produktion.
BYD er noteret på Hong Kong Stock Exchange og på Shenzhen Stock Exchange. Virksomheden blev blev i 2023 rangeret som nummer 212 på Fortune Global 500.
Siden 2022 har BYD været den kinesisk privatejede virksomhed, der har flest ansatte i Kina. Pr.  2024 beskæftige BYD beskæftiger 704.000 medarbejdere, hvoraf 102.000 arbejder inden for forskning og udvikling (F&U, engelsk: R&D). BYD er også den virksomhed, der har indgivet flest patentansøgninger; BYD indgav mellem 2003 og 2023 mere end 13.000 patentansøgninger.

## Datterselskaber og divisioner

### BYD Auto
BYD Auto blev grundlagt i januar 2003 af BYD-ejer Wang Chuanfu, efter BYDs opkøb af Xi'an Qinchuan Automobile. BYD Auto fremstiller elbiler (BEV'er) og plug-in-hybrid-elbiler (PHEV'er) og eldrevne busser og lastbiler. BYD indstillede i marts 2022 sin produktion af køretøjer, der alene er drevet af forbrændingsmotorer.
BYDs bilforretning udgør størstedelen af BYDs omsætning. I 2023 havde BYD en omsætning på omkring CN¥483,4 milliarder fra bilindustrien og relaterede produkter, hvilket tegnede sig for 80,27% af BYDs samlede omsætning.

### BYD Elektronik
BYD Electronic (International) Company Limited eller blot BYD Electronics fremstiller komponenter til håndholdte elektroniske enheder og samler mobiltelefoner til sine kunder som underleverandør (OEM eller ODM). Datterselskabet blev etableret af BYD i 2002 og blev noteret på Hong Kong Stock Exchange i 2007.
BYD Electronics drev flere oversøiske fabrikker, herunder i i Cluj i Rumænien, i Komárom, i Ungarn og i Chennai i Indien. Derudover har BYD Electronic produktionsbaser i Huizhou, Tianjin, og i Baolong Industrial Park, Longgang District, Shenzhen.
Som en "one-site leverandør" specielt til mobiltelefoner, tilbyder virksomheden produktdesign, fremstilling, test, montage og eftersalgsservice. I 2011 leverede BYD Electronics til bl.a. Nokia, Motorola og Samsung. Ifølge Wang Chuanfu fremstiller virksomheden de fleste Huawei-mobiltelefoner.
Siden 2020 har BYD Electronics været OEM-producent (en af flere) af Apples iPad. BYD Electronics har siden 2022 også fremstillet iPads på BYD's fabrik i Vietnam. Fabrikken havde ved introduktionen en årlig kapacitet på 4,32 millioner tablets og 50 millioner optiske prismeprodukter. Apples plan om at producere iPads hos BYD i Indien blev aflyst på grund af geopolitiske spændinger mellem Indien og Kina.
I august 2023 købte BYD Electronic flere kinesiske fabrikker der indtil da var drevet af den amerikanske producent Jabil, der leverer vigtige komponenter til Apple.
I maj 2024 blev BYD Electronics optaget i Hong Kongs Hang Seng-indeks.
I juli 2024 blev det offentliggjort, at BYD Electronics sammen med Luxshare Precision vil indgå i iPhone 16- forsyningskæden, efter at en del produktion af iPhones blev flyttet fra Indien til Kina på grund af kvalitetsproblemer.

### BYD Semiconductor
BYD Semiconductor Co., Ltd. blev etableret i 2020 som efterfølgeren til BYD IC Design Department, der blev etableret i 2002. BYD Semiconductor fremstiller og distribuerer halvlederprodukter såsom integrerede kredsløb, isolerede gate bipolære transistormoduler, lysemitterende dioder, enkeltstående chips m.v. Virksomheden planlagde at blive børsnoteret, men annullerede planerne i november 2022, for i stedet af øge investeringerne i produktioner af wafers.

### BYD Forklift
BYD Forklift blev grundlagt i 2009 og har hovedkvarter i Zhenjiang i Shaoguan. Virksomheden udvikler og producerer elektriske gaffeltrucks og har en årlig produktionskapacitet på 30.000 enheder. Virksomheden har markedsført sine gaffeltrucks siden 2014.

### FinDreams
FinDreams (kinesisk: 弗迪; pinyin: Fúdí) er et varemærke, der bruges af fire virksomheder ejet af BYD, der leverer dele tilbilindustrien. Disse virksomheder blev i 2020 udskilt fra BYD. Udskillelsen af FinDreams-virksomhederne blev foretaget for at øge salget af komponenter til andre bilvirksomheder. Virksomhederne omfatter FinDreams Battery, FinDreams Powertrain, FinDreams Technology og FinDreams Precision.

#### FinDreams Battery
FinDreams Battery Co., Ltd. blev registreret den 5. maj 2019 som en efterfølger til BYD Lithium Battery Co. Ltd., der blev etableret i 1998. Dets produkter omfatter forbrugerbatterier, elektroniske batterier, batterier til elektriske køretøjer og energilagringsbatterier. Virksomheden har specialiseret sig i lithium jernfosfat (LFP) batterier. Pr.  november 2021 har virksomheden etableret 15 store produktionsbaser i mere end 10 byer over hele Kina. Datterselskabet ejer også Shenzhen BYD Energy Storage Co., Ltd., (tidligere Shenzhen Pingshan FinDreams Battery Co., Ltd.), der producerer energilagringsprodukter. FinDreams Battery producerer endvidere BYD Home Energy System (ofte forkortet BYD HES), et integreret produkt til solenergi for private og mindre enheder, der kombinerer solpaneler, batteri, inverter osv.
FinDreams Battery var ved udgangen af 2023 verdens næststørste producent af batterier til elektriske køretøjer efter CATL.
I februar 2024 underskrev virksomheden en 8-årig aftale med det amerikanske bilforsyningsfirma, BorgWarner. FinDreams Battery vil forsyne BorgWarner med bladceller til fremstilling af LFP-batteripakker i Europa, Amerika og adskillige regioner i Asien-Stillehavs-regionen. BorgWarner har også opnået licens til brug af FinDreams batteripakkedesign og -fremstillingsproces.
I marts 2024 blev FinDreams Battery celleleverandør til Teslas energilagringsproduktion i Kina, som drives fra den nybyggede Shanghai Megafabrik. Virkomheden vil begynde at levere 20 procent af de battericeller, der er nødvendige for at producere Teslas Megapack fra første kvartal af 2025.

#### FinDreams Powertrain
FinDreams Powertrain Co., Ltd. udvikler og producerer motorer og drivlinje-relaterede dele såsom gearkasser, aksler, elbil-platforme og plug-in hybridsystemer.

#### FinDreams Technology
FinDreams Technology Co., Ltd. udvikler og producerer bilelektronik og chassis-relaterede dele, der bruges i personbiler, erhvervskøretøjer og metro-systemer. Virksomheden har ti store produkter såsom køretøjets varmestyring, ledningsnet, førerplads og instrumentering, avanceret førerassistancesystem (ADAS), passiv sikkerhed, bremsesystem, affjedring og udstødning, karrosserikontrol, styresystem og karrosseritilbehør.

#### FinDreams Precision
FinDreams Precision Co., Ltd. (tidligere FinDreams Moulding) formstøber emner og driver forskning og udvikling.

### Metrosystemer

#### SkyRail monorail
BYD har fremstillet monorail-systemer (Metro-systemer) rundt om i verden, herunder Guang'an Metro og Guilin Metro i Kina, og linje 17 i São Paulo og SkyRail Bahia, begge i Brasilien. BYD er også en del af et konsortium, der blev tildelt en præ-udviklingskontrakt om at bygge en monorail fra San Fernando Valley til LAX via Sepulveda Pass i Los Angeles.

#### SkyShuttle letbane
BYD tilbyder også et letbaneprodukt med gummidæk, kendt som "SkyShuttle", der bl.a. anvendes i Chongqing er i drift.